# 의령 백련암 목조보살좌상과 복장유물일괄
의령 백련암 목조보살좌상과 복장유물일괄(宜寧 白蓮癌 木造菩薩坐像과 腹藏遺物一括)은 대한민국 경상남도 의령군 가례면 개승리, 백련암에 있는 불상이다. 2005년 1월 13일 경상남도의 유형문화재 제416호로 지정되었다.

## 개요
백련암 목조보살좌상은 방형 얼굴과 중간이 갈라진 보계, 법의 주름표현과 군의의 부채꼴 표현 등에서 조선후기 특징을 보이고 있다.
불상 제작에 관여한 조각승 충옥(沖玉), 각초(覺初)를 포함해 8명의 이름을 밝히고 있고 이외 탱화(幀畵) 제작자인 양공(良工) 3명도 언급하고 있는 등 18세기 전후 불교미술사 연구에 중요한 자료이다.

## 참고 자료
- 의령 백련암 목조보살좌상과 복장유물일괄 - 국가유산청 국가유산포털